# Bastiglia (Italia)
Bastiglia es un municipio situado en el territorio de la provincia de Módena, en Emilia-Romaña (Italia).

## Demografía
| Gráfica de evolución demográfica de Bastiglia entre 1861 y 2001 |
|                                                                 |
| Fuente ISTAT - elaboración gráfica de Wikipedia                 |